# Lors irakiens
Les Lors irakiens (Arabe: الوار العراق, Lori: لوره یل عیراق) également appelés Lors en Irak se réfèrent à des Iraniens qui vivent en Irak. Les Lors irakiens sont un groupe de Lors de Faili situé principalement à Bagdad, à Wâsit et à la Province de Diyala d'Irak autour de Mandali, Khaneqin et à travers la frontière iranienne,. Soane (1926), a mentionner la présence des Lors Faili dans les bazars de Kirkouk. En 1920, les Lors étaient 4,3% de la ville de Nasiriyah, dans le sud de l'Irak. Freya Stark (1932 et 1934) a fait référence à la résidence lori en Irak et a mentionné les Lors irakiens comme les plus beaux habitants de Bagdad,.

## Données démographiques
Le nombre exact de Lors irakiens est inconnu, en raison de l'absence de données de recensement récentes et étendues, mais certaines sources ont évalué leur population de 80 000, à150 000, personnes.

## Langues
Les Lors irakiens parlent Feyli, une langue qui appartient à la langue lori ,. Schmidt (1989), a cité le dialecte lori de Baghdadi comme une langue iranienne parlée en Irak.

## Histoire contemporaine
En Irak, surtout pendant le régime Baath, la situation politique a été désastreuse et tragique envers les Lors. Depuis 1975, les facteurs politiques ont entraîné la migration massive de la plupart des Lors irakiens vers l'Iran, où ils partagent un plus grand degré d'affinité ethnique et religieuse avec la population nationale. L'existence des Lors en Irak n'a jamais été marginale. Au contraire, ils ont participé à toutes les activités politiques, sociales, culturelles et économiques,.